# Wonosari (Gunungkidul)
Wonosari ist ein Distrikt (Kecamatan) im Regierungsbezirk (Kabupaten) Gunungkidul der Sonderregion Yogyakarta im Süden der Insel Java. Der bevölkerungsreichste Kecamatan liegt im südlichen Zentrum des Kabupaten und zählte Ende 2021 89.481  Einwohner auf 76,60 km² Fläche.

## Geographie
Wonosari hat folgende Kecamatan als Nachbarn (Reihenfolge im Uhrzeigersinn):
| Richtung0000 | Name Kec.   | Kabupaten   | Provinz |
| Norden       | Nglipar     | Gunungkidul | DIY*    |
| Osten        | Karangmojo  | Gunungkidul | DIY*    |
| Südosten     | Semanu      | Gunungkidul | DIY*    |
| Süden        | Tanjungsari | Gunungkidul | DIY*    |
| Südwesten    | Paliyan     | Gunungkidul | DIY*    |
| Westen       | Playen      | Gunungkidul | DIY*    |

* D.I.Yogyakarta

## Verwaltungsgliederung
Der Kecamatan (auch Kapanewon genannt) gliedert sich in 14 ländliche Dörfer (Desa, auch Kalurahan genannt):
| PUM-Code 1    | Desa          | Fläche (km²) | Bevölkerung zur Volkszählung 2 | Bevölkerung zur Volkszählung 2 | Bevölkerung zur Volkszählung 2 | Bevölkerung zur Volkszählung 2 | Bevölkerung zur Volkszählung 2 | Bevölkerung zur Volkszählung 2 | Padu- kuhan 4 | RW/ RT 5 |
| PUM-Code 1    | Desa          | Fläche (km²) | 002000                         | 002010                         | Männer                         | Frauen                         | 002020                         | Dichte 3                       | Padu- kuhan 4 | RW/ RT 5 |
| ------------- | ------------- | ------------ | ------------------------------ | ------------------------------ | ------------------------------ | ------------------------------ | ------------------------------ | ------------------------------ | ------------- | -------- |
| 34.03.01.2001 | Wonosari      | 3,50         | 8.738                          | 8.722                          | 4.572                          | 4.680                          | 9.252                          | 2.643,4                        | 7             | 24/72    |
| 34.03.01.2002 | Kepek         | 4,05         | 9.981                          | 10.916                         | 5.698                          | 5.716                          | 11.414                         | 2.818,3                        | 10            | 10/62    |
| 34.03.01.2003 | Piyaman       | 6,84         | 6.943                          | 7.489                          | 4.339                          | 4.443                          | 8.782                          | 1.283,9                        | 11            | 11/58    |
| 34.03.01.2004 | Gari          | 6,00         | 5.432                          | 5.684                          | 3.141                          | 3.221                          | 6.362                          | 1.060,3                        | 9             | 20/48    |
| 34.03.01.2005 | Karangtengah  | 5,24         | 7.042                          | 7.514                          | 4.305                          | 4.316                          | 8.621                          | 1.645,2                        | 10            | 11/58    |
| 34.03.01.2006 | Selang        | 3,32         | 3.869                          | 4.040                          | 2.314                          | 2.355                          | 4.669                          | 1.406,3                        | 9             | 9/40     |
| 34.03.01.2007 | Baleharjo     | 4,15         | 5.614                          | 6.157                          | 3.196                          | 3.240                          | 6.436                          | 1.550,8                        | 5             | 13/41    |
| 34.03.01.2008 | Siraman       | 4,45         | 4.468                          | 5.343                          | 2.953                          | 2.993                          | 5.946                          | 1.336,2                        | 6             | 8/38     |
| 34.03.01.2009 | Pulutan       | 5,26         | 3.613                          | 3.645                          | 2.031                          | 2.182                          | 4.213                          | 801,0                          | 9             | 9/47     |
| 34.03.01.2010 | Wareng        | 6,60         | 3.799                          | 4.004                          | 2.145                          | 2.153                          | 4.298                          | 651,2                          | 6             | 6/30     |
| 34.03.01.2011 | Duwet         | 3,96         | 2.233                          | 2.354                          | 1.274                          | 1.364                          | 2.638                          | 666,2                          | 6             | 6/24     |
| 34.03.01.2012 | Mulo          | 6,94         | 4.236                          | 4.454                          | 2.579                          | 2.577                          | 5.156                          | 742,9                          | 3             | 11/34    |
| 34.03.01.2013 | Wunung        | 10,05        | 3.336                          | 3.296                          | 1.809                          | 1.801                          | 3.610                          | 359,2                          | 5             | 5/30     |
| 34.03.01.2014 | Karangrejek   | 5,15         | 4.582                          | 5.129                          | 2.997                          | 3.060                          | 6.057                          | 1.176,1                        | 7             | 16/36    |
| 34.03.01      | Kec. Wonosari | 75,51        | 73.886                         | 78.747                         | 43.353                         | 44.101                         | 87.454                         | 1.158,2                        | 103           | 159/618  |

## Demographie
Grobeinteilung der Bevölkerung nach Altersgruppen (zum Zensus 2020)
| Altersgruppen | 00Männer | 00Frauen | zusammen |
| ------------- | -------- | -------- | -------- |
| 0 – 14        | 9.040    | 8.532    | 17.572   |
| 15 – 64       | 29.744   | 30.208   | 59.952   |
| 65+           | 4.569    | 5.361    | 9.930    |
| gesamt        | 43.353   | 44.101   | 87.454   |
| anteilig (%)  |          |          |          |
| 0 – 14        | 20,85    | 19,35    | 20,09    |
| 15 – 64       | 68,61    | 68,50    | 68,55    |
| 65+           | 10,54    | 12,16    | 11,35    |

### Bevölkerungsentwicklung
In den Ergebnissen der sieben Volkszählungen seit 1961 ist folgende Entwicklung ersichtlich:
| Einheit/Jahr     | 1961         | 1971         | 1980         | 1990         | 2000         | 2010         | 2020         |
| ---------------- | ------------ | ------------ | ------------ | ------------ | ------------ | ------------ | ------------ |
| Kec. Wonosari    | 48.433       | 56.141       | 65.474       | 70.753       | 73.886       | 78.747       | 87.454       |
| Anteil in %      | 8,47         | 9,07         | 9,93         | 10,87        | 11,02        | 11,66        | 11,70        |
| Kab. Gunungkidul | 571.823      | 619.117      | 659.486      | 651.004      | 670.433      | 675.382      | 747.161      |
| Sonderregion DIY | 00 2.231.062 | 00 2.487.177 | 00 2.750.025 | 00 2.912.611 | 00 3.120.478 | 00 3.457.491 | 00 3.66.8719 |